# Gilberto Jiménez Narváez
Gilberto Jiménez Narváez (Abejorral, Antioquia, 18 de febrer de 1937-Medellin, Antioquia, 20 d'octubre de 2015) va ser un eclesiàstic colombià de l'Església catòlica. Va ser bisbe de la diòcesi de Riohacha, i després, bisbe auxiliar de l'arxidiòcesi de Medellín, en la qual, una vegada retirat va prestar els seus serveis com a bisbe emèrit fins a la seva defunció, el 20 d'octubre de 2015.
Va néixer el 18 de febrer de 1937 algilberto jimenez municipi d'Abejorral (Antioquia). Els seus pares van ser Paulino Jiménez i Inés Narváez. És el quart d'onze fills: Álvaro, Libardo, Neila, Guillermo, Nubia, Gustavo, Iván (sacerdot de l'arxidiòcesi de Medellín), Líbia, Alberto i Alba. El baptisme, la confirmació i la primera comunió els va celebrar en el temple parroquial de Nuestra Señora del Carmen del seu poble natal.
Va cursar els estudis primaris a l'Escola Dionisio Arango Mejía d'Abejorral, els de secundària en el Seminari Menor de Medellín, els de filosofia i teologia en el Seminari Major de la mateixa ciutat. El 18 de març de 1957, estant en el seminari, va ser creada la diòcesi de Sonsón, mitjançant la butlla «In Apostolici Muneris» del papa Pius XII, desmembrada de l'arxidiòcesi de Medellín. En ser oriünd d'Abejorral, un dels municipis que conformen la nova diòcesi, va quedar disponible a ser ordenat per a aquesta jurisdicció eclesiàstica, per això monsenyor Alfredo Rubiano Díaz el va ordenar prevere l'1 de setembre de 1963, en el temple parroquial del seu poble natal, incardinant-se a la diòcesi de Sonsón. El 20 d'abril de 1968, va ser reorganitzada la diòcesi, i des de llavors la jurisdicció episcopal va començar a anomenar-se diòcesi de Sonsón-Rionegro.
Durant el seu ministeri com a prevere exercí consecutivament els següents càrrecs: Vicari Parroquial en El Carmen de Viboral (1964), Vicari Parroquial de Nariño (1965) Vicari Parroquial de San Carlos (1966), Vicari parroquial Jesús Nazareno de Rionegro (1967), Vicari parroquial novament en El Carmen de Viboral (1968-1973).
Més endavant, va ser Director del Secretariat Diocesà de Pastoral i simultàniament Rector de la Parròquia Sant Antonio de Rionegro (1976-1978), Director del Departament de joventut del SPEC (1978-1983), Vicari de Pastoral de la Diòcesi de Sonsón-Rionegro (1984-1987) i simultàniament Rector de Guarne (1984-1985) i Rector de la Parròquia Nuestra Señora del Perpetuo Socorro a Rionegro (1986- 1987), Rector del Seminari Missioner Esperit Sant en La Ceja (1988-1990).
En dues ocasions va fer estudis d'especialització a Roma; primer va freqüentar el Teresianum, de 1973 a 1975, on va obtenir la llicenciatura en Teologia Espiritual i, després, la Universitat Urbaniana, de 1991 a 1992, per a estudis d'actualització pastoral.
Finalment, quan exercia el càrrec de Director del Departament de Pastoral per als Ministeris Jeràrquics del SPEC, el papa Joan Pau II el nomenà com a bisbe de Riohacha el 16 de juliol de 1996. Va rebre la consagració episcopal el 7 setembre de 1996 a la Concatedral de Rionegro de mans del llavors bisbe de Sonsón-Rionegro, monsenyor Flavio Calle Zapata i va ser consagrant monsenyor Alberto Giraldo Jaramillo, arquebisbe de Medellín.
Temps després d'estar al capdavant de la diòcesi de Riohacha, monsenyor Jiménez comença a tenir seriosos problemes de salut, per la qual cosa al desembre de 1999, monsenyor Rubén Salazar Gómez, arquebisbe de Barranquilla, va ser designat per la seva Santedat com a administrador apostòlic d'aquesta diòcesi. Aquesta determinació es va prendre per garantir el funcionament de la diòcesi, mentre es recupera totalment.
Després, en 2001 monsenyor Jiménez presenta la seva renúncia com a bisbe de Riohacha per motius de salut, la qual s'accepta pel papa Joan Pau II. Pels seus deterioraments de salut, la Santa Seu el trasllada a Medellín, quan La seva Santedat el nomena com a bisbe auxiliar de Medellín i titular d'Apolonia el 20 de març de 2001. Recuperat i després de gairebé 11 anys com a bisbe auxiliar de Medellín, va presentar la seva renúncia per complir el límit d'edat canònica, la qual va ser accepta el 25 de febrer de 2012 pel papa Benedicte XVI. Va morir a la seva casa, a Medellín, en les primeres hores de la nit del dimarts 20 d'octubre de 2015.